# Bnei Herzliya
El Bnei Herzliya (en hebreu: בני הרצליה) és un club de bàsquet professional amb seu a Hertseliyya, al centre d'Israel. Disputa la màxima divisió del seu país, la Ligat HaAl.
El club es va fundar originalment el 1985, amb el nom de Hapoel Herzliya. El 2002, el club es va fusionar amb el Maccabi Ra'anana, i va ser rebatejat com a Bnei Hasharon. La fusió es va fer a causa dels problemes financers del Maccabi Ra'anana i del descens de Bnei Hasharon de la Superlliga israeliana.
Al final de la temporada 2010-11, la fusió va acabar i l'equip va començar a jugar només a la ciutat de Hertseliyya. El 2012, el club va ser rebatejat com a Bnei Herzliya.

## Títols
- Copa israeliana de bàsquet
  - Guanyadors (1): 1994–95
  - Finalistes (3): 2004–05, 2006–07, 2009–10